# Hyllisia taihokensis
Hyllisia taihokensis là một loài bọ cánh cứng trong họ Cerambycidae.